# Wuchagou (köpinghuvudort i Kina, Inner Mongolia Autonomous Region, lat 46,74, long 120,31)
Wuchagou (kinesiska: 五岔沟, 五岔沟镇) är en köpinghuvudort i Kina. Den ligger i den autonoma regionen Inre Mongoliet, i den norra delen av landet, omkring 960 kilometer nordost om regionhuvudstaden Hohhot. Antalet invånare är 19 234. Befolkningen består av 9 308 kvinnor och 9 926 män. Barn under 15 år utgör 12,0 %, vuxna 15-64 år 81 %, och äldre över 65 år 6,0 %.
Runt Wuchagou är det glesbefolkat, med 18 invånare per kvadratkilometer. Trakten runt Wuchagou består i huvudsak av gräsmarker.
Genomsnittlig årsnederbörd är 771 millimeter. Den regnigaste månaden är juli, med i genomsnitt 248 mm nederbörd, och den torraste är januari, med 3 mm nederbörd.